# Таскамбія (Міссурі)
Таскамбія (англ. Tuscumbia) — селище (англ. village) в США, в окрузі Міллер штату Міссурі. Населення — 188 осіб (2020).

## Географія
Таскамбія розташована за координатами 38°14′13″ пн. ш. 92°27′36″ зх. д. / 38.23694° пн. ш. 92.46000° зх. д. (38.237061, -92.460040).  За даними Бюро перепису населення США в 2010 році селище мало площу 0,89 км², уся площа — суходіл.

## Демографія
Згідно з переписом 2010 року, у місті мешкали 203 особи в 55 домогосподарствах у складі 38 родин. Густота населення становила 227 осіб/км².  Було 70 помешкань (78/км²).
Расовий склад населення:
| - 93,6 % — білих - 3,9 % — чорних або афроамериканців - 2,0 % — корінних американців |

До двох чи більше рас належало 0,0 %. Частка іспаномовних становила 5,9 % від усіх жителів.
За віковим діапазоном населення розподілялося таким чином: 18,2 % — особи молодші 18 років, 75,4 % — особи у віці 18—64 років, 6,4 % — особи у віці 65 років та старші. Медіана віку мешканця становила 36,7 року. На 100 осіб жіночої статі у місті припадало 185,9 чоловіків;  на 100 жінок у віці від 18 років та старших — 213,2 чоловіків також старших 18 років.
Середній дохід на одне домашнє господарство  становив 55 069 доларів США (медіана — 43 750), а середній дохід на одну сім'ю — 68 089 доларів (медіана — 64 375). За межею бідності перебувало 15,1 % осіб, у тому числі 12,2 % дітей у віці до 18 років та 6,1 % осіб у віці 65 років та старших.
Цивільне працевлаштоване населення становило 85 осіб. Основні галузі зайнятості: освіта, охорона здоров'я та соціальна допомога — 36,5 %, роздрібна торгівля — 15,3 %, будівництво — 12,9 %, публічна адміністрація — 10,6 %.